# Dritter falscher Dmitri

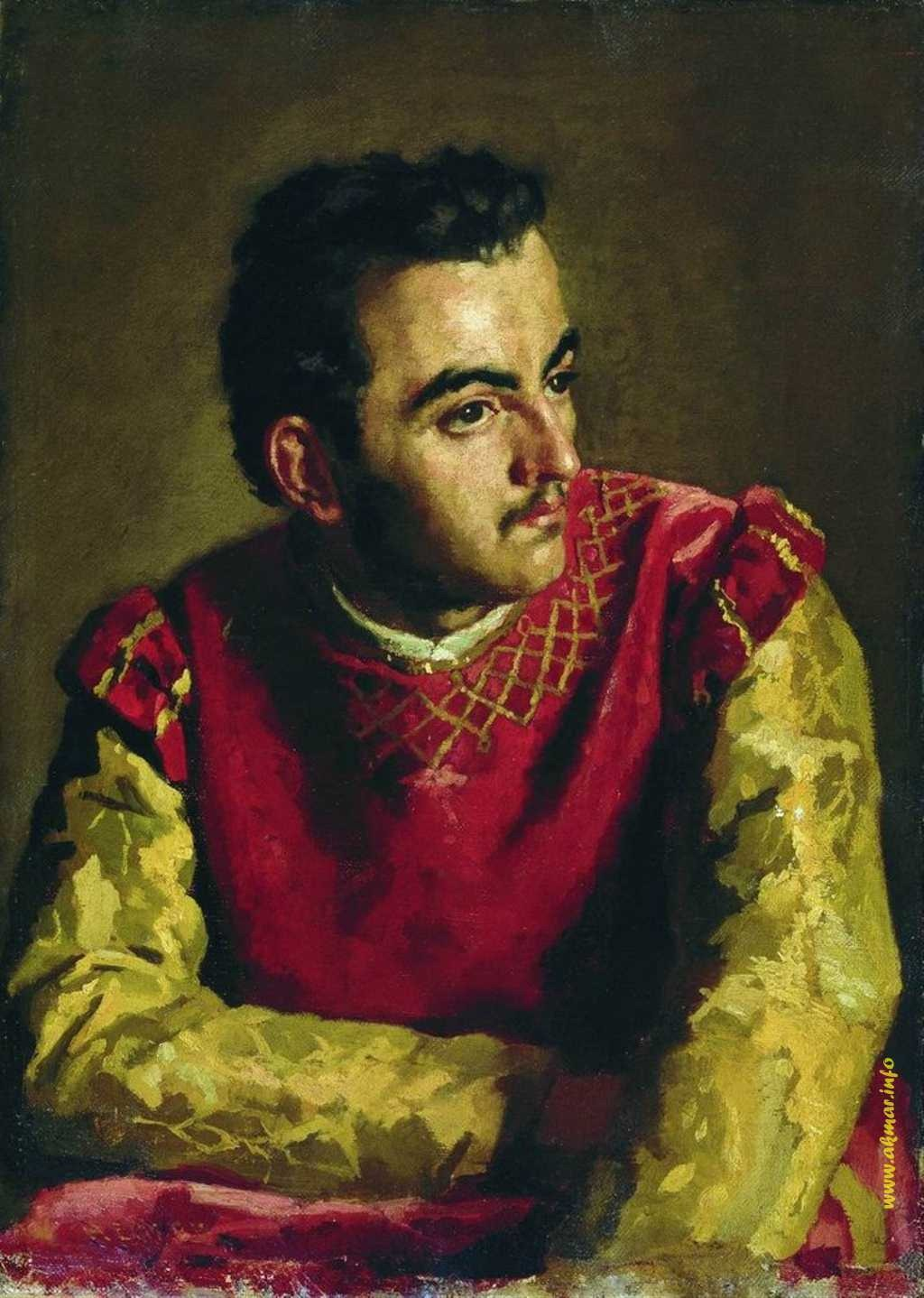
Der dritte falsche Dmitri, gemalt von Nikolai Newrew

Der dritte falsche Dmitri (Pseudodmitri III., auch der Schelm von Pskow genannt; † 1613) war ein Hochstapler und Abenteurer während der russischen Zeit der Wirren. Wie seine beiden Vorgänger (erster falscher Dmitri und zweiter falscher Dmitri) gab er sich für den angeblich wundersam geretteten Zarewitsch Dmitri aus, den Sohn Iwans IV. „des Schrecklichen“. Im Gegensatz zu den ersten beiden beschränkte sich sein faktisches Herrschaftsgebiet nur auf den russischen Nordwesten in der Gegend um Pskow, allerdings legten zwischenzeitlich Teile der sog. Ersten Landwehr, die in Moskau versuchte, die polnischen Besatzer zu vertreiben, im März 1612 einen Treueeid auf ihn ab.
Spätere Ermittlungen zeigten, dass es sich beim Dritten falschen Dmitri um einen Mann namens Matwei handelte, den Sohn eines Diakons aus Moskau, der in den russischen Nordwesten nach Nowgorod floh. Nach dem Tod des Zweiten falschen Dmitris erklärte er sich dort im März 1611 zum Zarensohn, der angeblich abermals wundersam überlebte. Die russischen Historiker vermuten, dass hinter ihm anarchistische Elemente standen, die an einer Fortsetzung der Hochstaplerintrige interessiert waren. Er wurde jedoch entlarvt und floh aus Nowgorod nach Iwangorod. Die Stadt befand sich immer noch in der Hand der Anhänger des Zweiten falschen Dmitris und wurde von schwedischen und polnisch-litauischen Truppen bedroht. Sie empfing den Dritten falschen Dmitri daher mit offenen Armen. Wenig später erkannten ihn auch Jam, Koporje und Gdow als den rechtmäßigen Thronnachfolger an. Mit einem Heer aus Kosaken und Strelizen zog der dritte falsche Dmitri nach Pskow und belagerte die Großstadt sieben Wochen lang. Als er erfuhr, dass ein großes schwedisches Heer im Anmarsch war, brach er die Belagerung ab. Die Schweden versuchten, ihn für ihre Sache zu gewinnen und boten ihm den Rang des Statthalters von Pskow an, forderten jedoch seinen Verzicht auf den Zarenthron zugunsten des schwedischen Königssohnes Karl Filip. Der dritte falsche Dmitri lehnte ab und war sogar in ein Gefecht mit den Schweden verwickelt, bei dem er verletzt wurde.
Nach dem Scheitern der schwedischen Belagerung von Pskow 1611 riefen die Bürger der Stadt, die angesichts des Chaos und der fremden Truppen im Land keine bessere Option für sich sahen, den dritten falschen Dmitri nun doch zu sich und legten den Treueeid auf ihn ab. Als „Zar“ bekämpfte er die Schweden und unternahm sogar Feldzüge ins schwedische Livland.
Die Erste Landwehr bei Moskau schickte eine Delegation nach Pskow, die überprüfen sollte, ob es sich beim ihm um den echten „Zaren“ handelt. Doch obwohl die Gesandten, die den Zweiten falschen Dmitri gekannt hatten, den Betrug erkannten, unterzeichneten sie unter dem Druck der Pskower Menge einen Brief nach Moskau, der die „Echtheit“ des Dritten falschen Dmitri bestätigte. Viele ehemalige Anhänger des Zweiten falschen Dmitri in Moskau nahmen diese Nachricht mit Begeisterung auf. Große Teile der Ersten Landwehr legten auf ihn den Treueeid ab. Diejenigen, die ihn nicht anerkennen wollten, flohen aus der Ersten Landwehr, was diese schwächte und spaltete. Verschiedene russische Städte reagierten ebenso gespalten.
Die Zweite Landwehr unter der Führung von Kusma Minin und Dmitri Poscharski lehnte den Dritten falschen Dmitri vehement ab und forderte von der Ersten Landwehr eine Distanzierung von ihm. Auch in Pskow machte er sich mit seiner Willkürherrschaft zunehmend unbeliebt. Schließlich gelang es, den Dritten falschen Dmitri zu ergreifen und nach Moskau zu bringen, wo er ins Gefängnis geworfen wurde. Damit war eine wesentliche Ursache für die Spaltung zwischen der Ersten und der Zweiten Landwehr beseitigt. Dies war der Grundstein für den Erfolg der anschließenden Schlacht bei Moskau und die Kapitulation der Polen. Nach der Wahl von Michael I. Romanow zum Zaren im Jahr 1613 wurde der Dritte falsche Dmitri öffentlich in Ketten zur Schau gestellt und später hingerichtet.